# Käfertaler Wald
Der Käfertaler Wald ist ein Naherholungsgebiet und Landschaftsschutzgebiet im Norden von Mannheim.

## Geografie
Das Landschaftsschutzgebiet umfasst den Wald nördlich von Mannheim. Im Norden und Osten ist er von der Landesgrenze Baden-Württemberg/Hessen begrenzt. Im Süden liegen die Stadtteile Gartenstadt und Franklin (ehemaliges US-Army-Gelände Benjamin Franklin Village) im Ortsteil Käfertal. Im Westen grenzen Blumenau und Schönau an den Wald, die Grenze bildet meist die Bahnstrecke Mannheim–Frankfurt am Main nach Lampertheim. Die Bundesautobahn 6 führt durch den Wald.
Zu dem Schutzgebiet mit einer Größe von 12,76 km² gehören die Landschaftsteile Sandtorf, Sandhofer Wald, Käfertaler Wald, Neuwäldchen und Apfelkammer. Es gehört zu den Naturräumen Oberrhein-Niederung und hessische Rheinebene.
Der Käfertaler Wald besteht aus Kiefern- und Mischwald auf Hochterrasse und Dünen und wird als stadtnaher Erholungswald genutzt.

## Geschichte
Ein Teil des Gebietes war von 1979 bis 1985 Truppenübungsplatz der US-Army. Seit 1975 ist der Wald Landschaftsschutzgebiet. Im Jahr 1993 wurde das Schutzgebiet um 11 ha verkleinert und das Naturschutzgebiet 2.174 Viehwäldchen, Apfelkammer, Neuwäldchen ausgewiesen.